# Halani Aulika

a Compétitions nationales et continentales officielles uniquement.

b Matchs officiels uniquement.
Dernière mise à jour le 14 avril 2025.
Halani Aulika, né le 31 août 1983 à Angahaeua (Tonga), est un joueur de rugby à XV international tongien entre 2011 et 2017. Il joue au poste de pilier (1,85 m pour 122 kg).

## Carrière

### En club
Né aux Tonga, Halani Aulika émigre en Nouvelle-Zélande en 2000 pour terminer sa scolarité avec le Southern Cross Campus (en) d'Auckland. Il joue ensuite au rugby avec le club de Otahuhu, dans le championnat amateur de la région d'Auckland. Il joue dans un premier temps au poste de n°8. Il fait finalement laisser tomber le rugby après quelques saisons, afin de se concentrer sur son emploi en métallurgie, afin de subvenir aux besoins de sa famille. Alors qu'il est en important surpoids (plus de 150 kg), il croise son ancien coéquipier, et actuel entraineur d'Otahuhu, Luke Mealamu, qui le convainc de faire son retour au rugby. Il perd alors environ 30 kg, et se reconvertit au poste de pilier, ce qui lui permet de se montrer rapidement performant. Cependant, devant une concurrence élevée à son poste, il ne parvient pas à percer au niveau professionnel avec la province d'Auckland. 
En 2010, alors qu'il vient d'être enfin nommé dans l'effectif d'Auckland, il décide finalement de rejoindre la province d'Otago,. Lors de sa première saison de NPC, il dispute dix rencontres et marque cinq essais.
Remarqué par ses performances, il rejoint en 2011 la franchise des Highlanders évoluant en Super Rugby. Considéré comme le troisième joueur à son poste, il ne joue qu'une seule rencontre le 1er avril 2011 contre les Brumbies.
Après une deuxième saison avec Otago, il rejoint en janvier 2012 le club anglais de Leeds Carnegie, évoluant en Championship (deuxième division), pour un contrat portant jusqu'à la fin de la saison,.
Après une bonne saison avec Leeds, il est recruté par les London Irish évoluant en Premiership pour un contrat de deux saisons. Il devient rapidement un joueur important de l'effectif des Exiles, et prolonge son contrat en 2014 pour une longue durée,.
En 2016, après la relégation des London Irish, il rejoint les Sale Sharks évoluant dans le même championnat. Il joue deux saisons avec ce club, disputant cinquante-deux matchs.
En 2018, il signe un contrat de deux saisons avec le club français du FC Grenoble en Top 14,. Au bout d'une saison, le club isérois est relégué en Pro D2, mais Aulika reste fidèle au club.
Au terme de son contrat avec Grenoble, Aulika rejoint le Stado Tarbes, évoluant dans la nouvelle division Nationale (troisième division),.
Après deux saisons à Tarbes, il rejoint l'US Bergerac en 2022, alors que le club vient d'être promu en Fédérale 1,.
Au bout d'une saison à Bergerac, il s'engage avec l'US Salles en Nationale 2,.
À l'intersaison 2024, il fait son retour en Angleterre, rejoignant le Marlborough RFC en cinquième division, en tant qu'entraîneur-joueur.

### En équipe nationale
Halani Aulika est sélectionné pour la première fois avec l'équipe des Tonga en août 2011, et connaît sa première sélection le 13 août 2011 contre l'équipe des Fidji à Lautoka.
En 2011, il sélectionné pour participer à la Coupe du monde en Nouvelle-Zélande. Il dispute trois matchs, dont la victoire historique face à la France.
Il fait partie du groupe tongien sélectionné pour participer à la Coupe du monde 2015 en Angleterre. Il dispute quatre matchs de la compétition contre la Géorgie, la Namibie, l'Argentine et la Nouvelle-Zélande.

## Palmarès

### En équipe nationale
- 18 sélections avec les Tonga entre 2011 et 2017
- 5 points (1 essai)
- Sélections par années : 5 en 2011, 3 en 2012, 9 en 2015 et 1 en 2017.

- Participation à la Coupe du monde en 2011 (3 matchs) et en 2015 (3 matchs).